# Kenchappanahalli, Sira
Kenchappanahalli là một làng thuộc tehsil Sira, huyện Tumkur, bang Karnataka, Ấn Độ.